# Ицуки
Ицуки (яп. 五木村 Ицуки-мура) — село в Японии, находящееся в уезде Кума префектуры Кумамото. Площадь села составляет 252,94 км², население — 1082 человека (1 августа 2014), плотность населения — 4,28 чел./км².

## Географическое положение
Село расположено на острове Кюсю в префектуре Кумамото региона Кюсю. С ним граничат город Яцусиро, посёлок Тараги и сёла Ямаэ, Сагара, Мидзуками.

## Население
Население села составляет 1082 человека (1 августа 2014), а плотность — 4,28 чел./км². Изменение численности населения с 1980 по 2005 годы:
| 1980 | 3086 чел. |  |
| 1985 | 2297 чел. |  |
| 1990 | 1964 чел. |  |
| 1995 | 1687 чел. |  |
| 2000 | 1530 чел. |  |
| 2005 | 1358 чел. |  |

## Символика
Деревом села считается гинкго, цветком — камелия, птицей — Zosterops japonicus.